# 12e étape du Tour de France 1914
Pour un article plus général, voir Tour de France 1914.
La 12e étape du Tour de France 1914 s'est déroulée le lundi 20 juillet.
Les coureurs relient Genève, en Suisse, à Belfort, au terme d'un parcours de 325 kilomètres.
Le Français Henri Pélissier gagne l'étape, tandis que le coureur belge Philippe Thys conserve la tête du classement général.

## Déroulement de la course
Au cours de cette étape, Henri Pélissier tente de renverser le classement général. Dans le sillage de Jean Alavoine, il attaque de nouveau dans la montée du Ballon d'Alsace, dernière difficulté de la douzième étape vers Belfort. Vainqueur en solitaire à l'arrivée, après la crevaison d'Alavoine, il reprend 2 min 37 s à Philippe Thys, mais son retard sur le coureur belge est encore de 31 min 50 s.

## Classements

### Classement de l'étape
| \| Classement de l'étape \| Classement de l'étape \| Classement de l'étape \| Classement de l'étape \| Classement de l'étape \| \| Coureur \| Coureur \| Pays \| Équipe \| Temps \| \| --------------------- \| --------------------- \| --------------------- \| ----------------------- \| --------------------- \| \| 1er \| Henri Pélissier \| France \| Peugeot-Wolber \| 12 h 32 min 05 s \| \| 2e \| Jean Alavoine \| France \| Peugeot-Wolber \| + 1 min 15 s \| \| 3e \| Paul Duboc \| France \| La Française-Hutchinson \| + 2 min 20 s \| \| 4e \| Jean Rossius \| Belgique \| Alcyon-Soly \| + 2 min 37 s \| \| 5e \| Maurice Brocco \| France \| \| + 2 min 37 s \| \| 6e \| Philippe Thys \| Belgique \| Peugeot-Wolber \| + 2 min 37 s \| \| 7e \| Firmin Lambot \| Belgique \| Peugeot-Wolber \| + 3 min 54 s \| \| 8e \| Jacques Coomans \| Belgique \| Thomann-Soly \| + 12 min 04 s \| \| 9e \| Émile Georget \| France \| Peugeot-Wolber \| + 12 min 04 s \| |                 |          |                         |                  |
| |                 |          |                         |                  |
| |                 |          |                         |                  |
| Classement de l'étape |                 |          |                         |                  |
| Coureur | Coureur         | Pays     | Équipe                  | Temps            |
| 1er | Henri Pélissier | France   | Peugeot-Wolber          | 12 h 32 min 05 s |
| 2e | Jean Alavoine   | France   | Peugeot-Wolber          | + 1 min 15 s     |
| 3e | Paul Duboc      | France   | La Française-Hutchinson | + 2 min 20 s     |
| 4e | Jean Rossius    | Belgique | Alcyon-Soly             | + 2 min 37 s     |
| 5e | Maurice Brocco  | France   |                         | + 2 min 37 s     |
| 6e | Philippe Thys   | Belgique | Peugeot-Wolber          | + 2 min 37 s     |
| 7e | Firmin Lambot   | Belgique | Peugeot-Wolber          | + 3 min 54 s     |
| 8e | Jacques Coomans | Belgique | Thomann-Soly            | + 12 min 04 s    |
| 9e | Émile Georget   | France   | Peugeot-Wolber          | + 12 min 04 s    |

### Classement général
| \| Classement général \| Classement général \| Classement général \| Classement général \| Classement général \| \| Coureur \| Coureur \| Pays \| Équipe \| Temps \| \| ------------------ \| ------------------ \| ------------------ \| ------------------ \| ------------------ \| \| 1er \| Philippe Thys \| Belgique \| Peugeot-Wolber \| 160 h 50 min 35 s \| \| 2e \| Henri Pélissier \| France \| Peugeot-Wolber \| + 31 min 50 s \| \| 3e \| Jean Alavoine \| France \| Peugeot-Wolber \| + 1 h 13 min 06 s \| |                 |          |                |                   |
| |                 |          |                |                   |
| |                 |          |                |                   |
| Classement général |                 |          |                |                   |
| Coureur | Coureur         | Pays     | Équipe         | Temps             |
| 1er | Philippe Thys   | Belgique | Peugeot-Wolber | 160 h 50 min 35 s |
| 2e | Henri Pélissier | France   | Peugeot-Wolber | + 31 min 50 s     |
| 3e | Jean Alavoine   | France   | Peugeot-Wolber | + 1 h 13 min 06 s |